# Charlie Savage
Charlie William Henry Savage (Leicester, 2 mei 2003) is een Welsh voetballer die onder contract ligt bij Manchester United. Hij is de zoon van Robbie Savage.

## Clubcarrière
Savage werd geboren in Leicester, de stad waar zijn vader Robbie van 1997 tot 2002 voetbalde. Hij sloot zich, net als zijn vader destijds, aan bij de jeugdopleiding van Manchester United. In april 2021 ondertekende hij er zijn eerste profcontract.
Op 8 december 2021 maakte hij zijn officiële debuut in het eerste elftal van Manchester United: tijdens de Champions League-wedstrijd tegen Young Boys Bern (1-1) viel hij in de 89e minuut in voor Juan Mata. Zijn vader was tijdens deze wedstrijd co-commentator voor BT Sport.

## Clubstatistieken
| Seizoen         | Club              | Land              | Competitie      | Competitie | Competitie | Beker | Beker | Supercup | Supercup | Europees | Europees | Totaal | Totaal |
| Seizoen         | Club              | Land              | Competitie      | Wed.       | Dlp.       | Wed.  | Dlp.  | Wed.     | Dlp.     | Wed.     | Dlp.     | Wed.   | Dlp.   |
| --------------- | ----------------- | ----------------- | --------------- | ---------- | ---------- | ----- | ----- | -------- | -------- | -------- | -------- | ------ | ------ |
| 2021/22         | Manchester United | Vlag van Engeland | Premier League  | 0          | 0          | 0     | 0     | —        | —        | 1        | 0        | 1      | 0      |
| Carrière totaal | Carrière totaal   | Carrière totaal   | Carrière totaal | 0          | 0          | 0     | 0     | 0        | 0        | 1        | 0        | 1      | 0      |

Bijgewerkt op 15 december 2021.